# Мангри дельти Інду та Аравійського моря
Мангри дельти Інду та Аравійського моря (ідентифікатор WWF: IM1403) — індомалайський екорегіон мангрових лісів, розташований на узбережжі Аравійського моря в Пакистані та Індії.

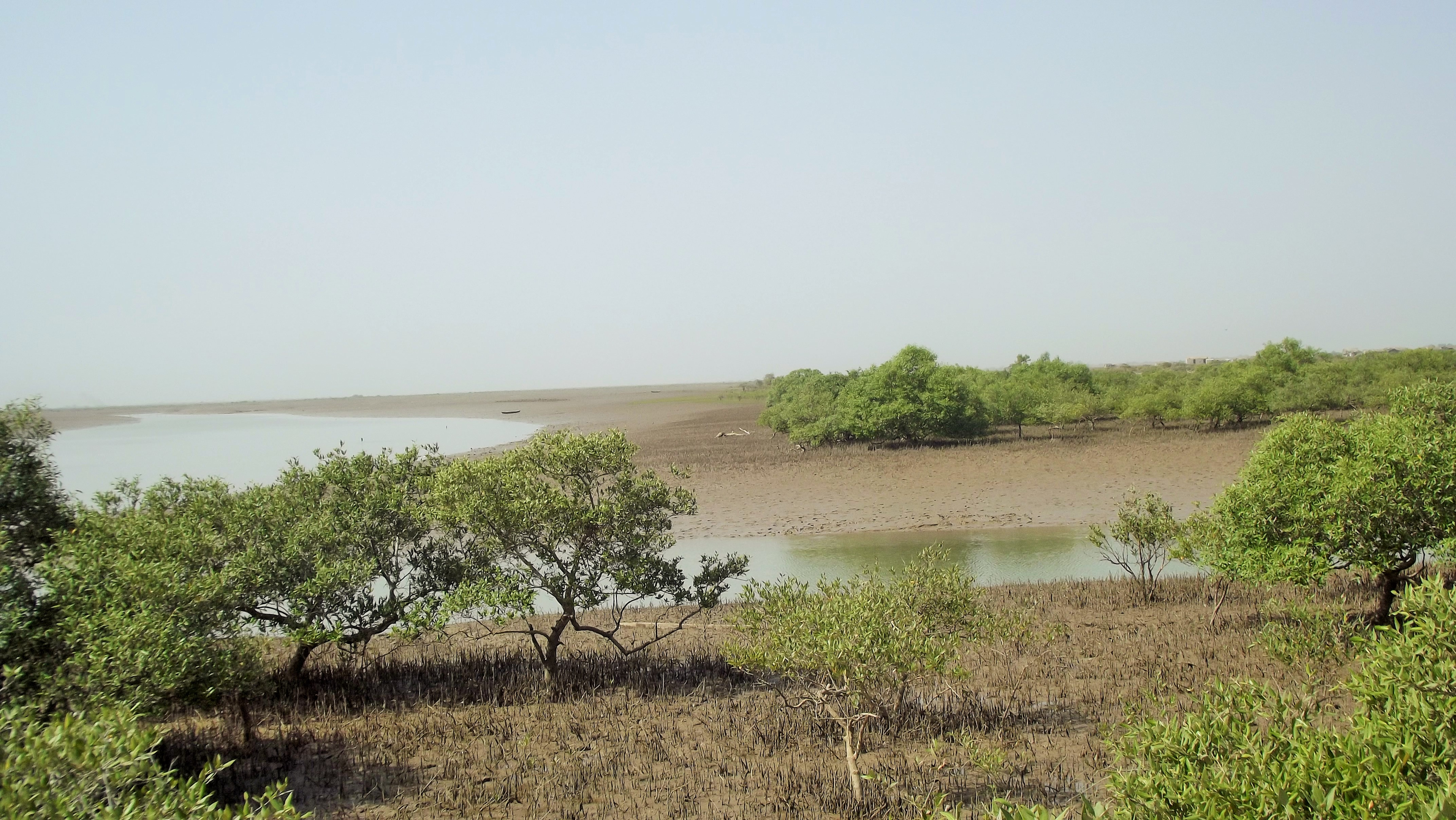
Мангрові зарості в Пакистані

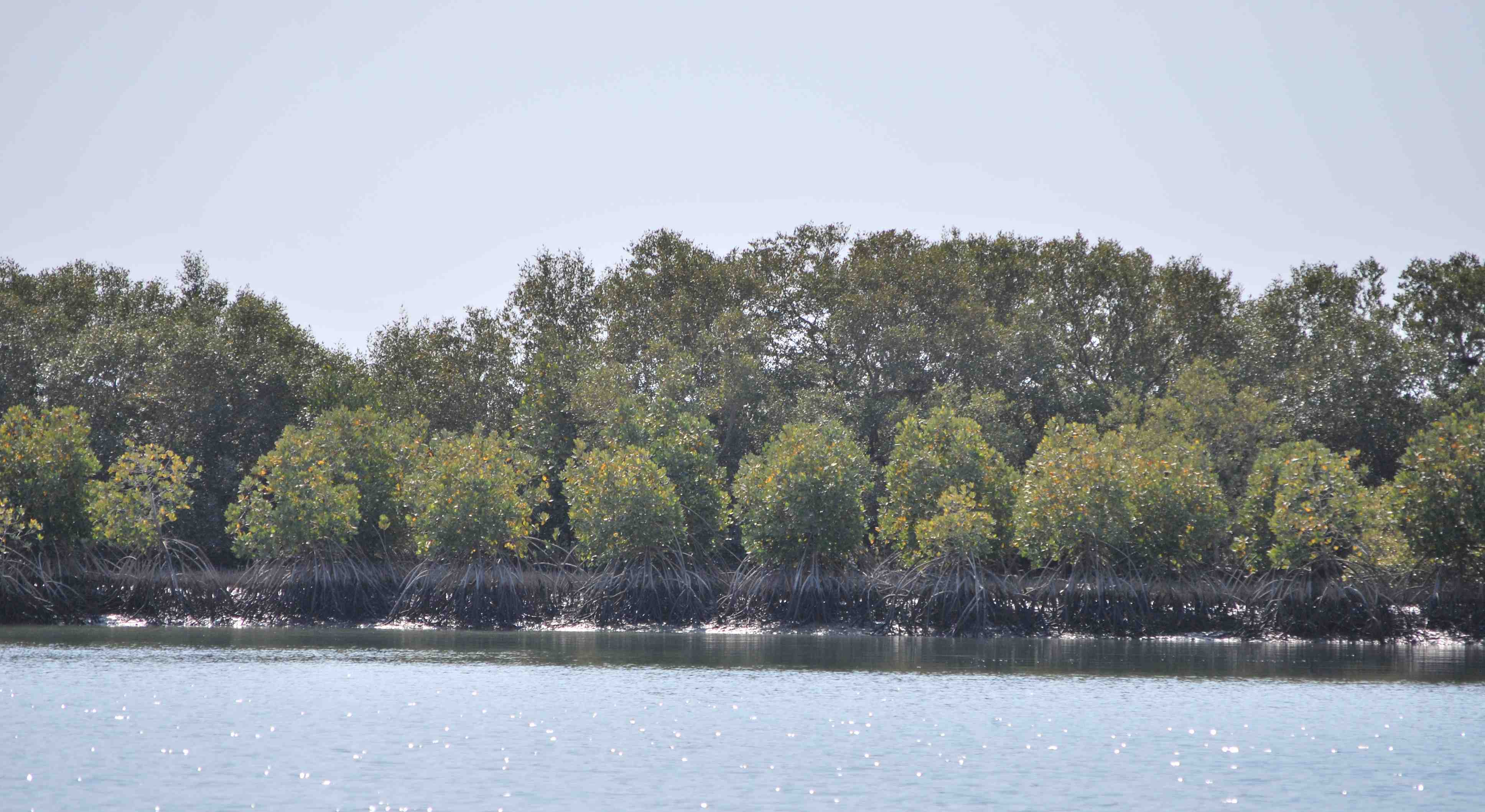
Мангровий ліс поблизу Карачі (Пакистан)

## Географія
Мангри дельти Інду та Аравійського моря поширені в північно-західній частині дельти Інду в пакистанській провінції Сінд, а також в затоці Кач та Камбейський затоці на території індійського штату Гуджарат. Крім того, екорегіон також охоплює невеликі ділянки мангрових заростей, розташовані на узбережжі Аравійського моря, зокрема в районі лагуни Міані-Хор в пакистанській провінції Белуджистан, а також на узбережжі Оманської та Перської заток в Аравії.
Річка Інд бере початок в льодовиках Гімалаїв на території Тибету і протікає територією Індії та Пакистану. Вона має довжину 2880 км і є однією з найдовших річок світу. При впадінні в Аравійське море Інд утворює велику дельту, яка простягається вздовж 150 км берегової лінії. Протягом 50 мільйонів років в дельті утворився великий алювіальний конус з мулу, який займає площу понад 600 000 га. В дельті Інд розділяється на 17 основних рукавів та на багато менших. Великі мулисті рівнини та мангрові болота формують бар'єр проти штормових припливів.

## Клімат
В межах екорегіону переважає пустельний клімат (BWh за класифікацією кліматів Кеппена), який характеризується екстремальними коливаннями температур, від майже 0 °C взимку до 50 °C влітку. Середньорічна кількість опадів коливається від 100 до 500 мм, більшість з яких випадає з липня по вересень, коли дмуть південно-західні мусони. Спекотний та сухий клімат регіону призводить до високого випаровування. Внаслідок цього, а також внаслідок того, що Інд протікає через солончаки пустелі Тар, вода в дельті Інду є дуже солоною.

## Флора
Мангрові ліси вирізняються меншим біорізноманіттям, порівняно з більшістю інших наземних екосистем, однак вони мають досить складну структуру, густий намет з невеликою стратифікацією та підлісок, що складається з проростків мангрових дерев. Ці дерева мають унікальні пристосування до життя в засоленому середовищі з недостачею кисню. Вони розвинули кореневу систему, в якій деякі корені, що називаються пневматофорами, ростуть у воді, а не в ґрунті, направлені догори та здатні поглинати кисень з повітря. Інші корені, які ростуть вздовж стовбура, діють як опори, стабілізуючи дерево і захищаючи його від хвиль та припливів, закріпившись у мулистому, нестійкому ґрунті. Спеціальні системи фільтрації в коренях та листі видаляють сіль із води, яку поглинають дерева.
Плоди мангрових дерев також пристосовані до специфічних умов. Їхнє насіння фактично починає проростати, коли плід ще прикріплений до дерева. Коли головний корінь починає рости, плід падає у воду і плаває вертикально, доки не закінчиться приплив. Потім коріння закріплюється в мулі, і рослина починає рости.
В мангрових заростях екорегіону домінує один вид — білі мангри (Avicennia marina). Ці рослини можуть жити у набагато більш солоній воді, ніж інші мангрові дерева. Також в екорегіоні зустрічаються високі мангри (Rhizophora apiculata) та морські падуби (Acanthus ilicifolius), а також ще більш рідкісні азійські мангри (Rhizophora mucronata) та шпорові мангри (Ceriops tagal), однак вони зазвичай зустрічаються ближче до річкових рукавів, де вода менш солона.

## Фауна
Мангрові зарості є важливим середовищем існувння для багатьох риб, ракоподібних і безхребетних, які тут розмножуються та шукають їжу. Серед ссавців, що зустрічаються в регіоні, слід відзначити котів-рибалок (Prionailurus viverrinus), очеретяних котів (Felis chaus), диких свиней (Sus scrofa), бенгальських аксисів (Axis porcinus), гладкошерстих видр (Lutrogale perspicillata), малих цивет (Viverricula indica), звичайних шакалів (Canis aureus), індійських зайців (Lepus nigricollis), а також рідкісних безперих фоцен (Neophocaena phocaenoides) та індійських горбатих дельфінів (Sousa plumbea). 
Дельта Інду є важливим місцем гніздування для  рожевокрилих фламінго (Phoenicopterus roseus) та багатьох інших водно-болотних птахів. Сюди щороку прилітає до 60 тисяч перелітних птахів, зокрема кучеряві пелікани (Pelecanus crispus), рожеві пелікани (Pelecanus onocrotalus), сірі чаплі (Ardea cinerea), руді чаплі (Ardea purpurea), звичайні кваки (Nycticorax nycticorax), очеретяні луні (Circus aeruginosus), звичайні боривітри (Falco tinnunculus) та малі яструби (Accipiter nisus). Серед місцевих птахів, поширених в регіоні, слід відзначити королівських шулік (Haliastur indus), рудокрилих коукалів (Centropus sinensis) та сіроголових султанок (Porphyrio poliocephalus)

## Збереження
Мангровим заростям екорегіону загрожує забруднення від промислового міста Карачі та його порту, а також виснаження водних ресурсів Інду внаслідок розвитку іригації та побудови дамб. Значна частина мангрових лісів була вирубана на дрова та задля звільнення території під пасовища. З 1985 року в рамках проекту з відновлення мангрів в дельті Інду було висаджено близько 160 км² мангрових заростей. Однак, незважаючи на це, станом на 1990 рік 16 % дельти Інду були вкриті мангровими заростями, а у 2017 році — лише 10 %.
Оцінка 2017 року показала, що 1781 км², або 36 % екорегіону, є заповідними територіями. Природоохоронні території включають: Природний заповідник Мархо-Котрі, Природний заповідник Кут-Мунаркі-Чач та Заповідник Мірпур-Сакро.